# زيندة
زندة (نيدرازكسن) (بالألمانية: Sehnde) هي بلدة ألمانية تقع في ألمانيا في Hanover region. يقدر عدد سكانها بـ 22,622 نسمة .

## المدن التوأمة
مدينة أكتوبي هي مدينة توأمة لـزندة (نيدرازكسن).